# 矢野健太郎
矢野健太郎（日语：／ Yano Kentarō，1957年10月3日—）是一名日本男性漫畫家。大阪藝術大學動漫畫研究會「CAS」的創設元老之一。代表作是《邪神傳說》。其作品多為18禁漫畫。（18禁的作品則大多使用「毛野楊太郎」為筆名。）

## 經歷
- 1980年6月～1981年4月、野部利雄先生的専屬助手。

## 作品
一般向
- 邪神傳說、全5冊、原名

（以克蘇魯神話為漫畫題材的作品）
- 邪靈破壞者、全1冊、原名
- 獵殺吸血鬼、全1冊、原名
- 鬼狩獸、全3冊、原名
- 獵愛行動、全2冊、原名
- 異靈戰士、全3冊、原名《P・U・L・S・E》
- BB戰士三國傳 英雄激突編、全3冊

18禁
- 寫真風情、全3冊、原名
- 神氣靈現、4冊待續、原名

## 外部連結
- （日語）ARMPIT CARE （页面存档备份，存于）（作者本人的公式網站）
  - （日語）http://www.catnet.ne.jp/yanoken/mycomicg.htm （页面存档备份，存于）
- （日語） （页面存档备份，存于）（作者公式網誌）